# Élections européennes de 2024 en Roumanie
Pour un article plus général, voir Élections européennes de 2024.
Les élections européennes de 2024 en Roumanie sont les élections des députés de la dixième législature du Parlement européen, qui se déroulent du 6 juin au 9 juin 2024 dans tous les États membres de l'Union européenne, dont la Roumanie où elles ont lieu le 9 juin 2024.

## Mode de scrutin
Les 33 députés européens roumains sont élus au suffrage universel direct par tous les citoyens de l’UE inscrits sur les listes électorales, et âgés de plus de 18 ans. Le scrutin se tient au sein d'une circonscription unique selon le mode de représentation proportionnelle avec des listes bloquées. Les sièges sont attribués aux listes ayant dépassé 5 % des suffrages exprimés selon la méthode d'Hondt.

## Résultats

### Au niveau national
| Parti ou coalition       | Parti ou coalition                                 | Voix       | %     | +/-   | Sièges | +/-           | Groupe    |  |
| ------------------------ | -------------------------------------------------- | ---------- | ----- | ----- | ------ | ------------- | --------- |  |
|                          | Coalition nationale pour la Roumanie (CNR)         | 4 284 516  | 48,55 | 0,95  | 19     | 0             | S&D PPE   |  |
|                          | Alliance pour l'unité des Roumains (AUR)           | 1 299 364  | 14,93 | 13,64 | 6      | 6             | CRE       |  |
|                          | Alliance de la droite unie (ADU)                   | 736 511    | 8,71  | 19,41 | 3      | 7             | RE        |  |
|                          | Union démocrate magyare de Roumanie (UDMR/RMDSZ)   | 577 233    | 6,48  | 1,22  | 2      | 0             | PPE       |  |
|                          | S.O.S. Roumanie (S.O.S.)                           | 445 951    | 5,03  | Nv    | 2      | 2             | NI        |  |
|                          | Renouvelons le projet européen en Roumanie (REPER) | 334 697    | 3,74  | Nv    | 0      | en stagnation |           |  |
|                          | Nicolae Ștefănuță (Indépendant)                    | 269 448    | 3,05  | Nv    | 1      | 1             | Verts/ALE |  |
|                          | Autres partis et candidats                         |            | 9,51  |       |        |               |           |  |
|                          |                                                    |            |       |       |        |               |           |  |
| Votes valides            | Votes valides                                      | 9 439 644  |       |       |        |               |           |  |
| Votes blancs             |                                                    |            |       |       |        |               |           |  |
| Votes nuls               |                                                    |            |       |       |        |               |           |  |
| Total                    | Total                                              |            | 100   | -     | 33     | en stagnation |           |  |
| Abstentions              |                                                    |            |       |       |        |               |           |  |
| Inscrits / Participation | Inscrits / Participation                           | 18 024 411 | 52,40 |       |        |               |           |  |